# (21808) 1999 TR18
1999 تي أر 18 (ويعرف أيضًا باسم (21808) 1999 تي أر 18 وفق تسمية الكوكب الصغير) (بالإنجليزية: 1999 TR18)‏؛ هو كويكب ضمن حزام الكويكبات.
اكتُشف هذا الجُرم الفلكي بواسطة برنامج شميدت للكويكبات في بكين في 14 أكتوبر 1999، وترتيبه 21808 من حيث الاكتشاف.

## الوصف
اكتُشف 218081999TR في 14 أكتوبر 1999 في محطة شينغلونغ، الواقع في جبال يان، مقاطعة خبي في الصين، بواسطة برنامج شميدت للكويكبات في بكين. وقد رصد المشروع 2,256 مشاهدة للكويكب إلى غاية 8 يوليو 2021 بتوقيت منطقة المحيط الهادئ، أي في مدة قدرها 9,709 يومًا (26.6 عام). تستغرق الفترة المدارية للكويكب 1,820 يومًا (5.0 عام).

## الخصائص المدارية
يتميز مدار هذا الكويكب بنصف محور رئيسي يبلغ 2.92 وحدة فلكية، وحضيض قدره 2.61 وحدة فلكية، وانحراف قدره 0.106 وزاوية ميلان 1.79 درجة بالنسبة لمسار الشمس. بسبب هذه الخصائص، أي نصف المحور الرئيسي بين 2 و3.2 وحدة فلكية وحضيض أكبر من 1,666 وحدة فلكية، يُصنف هذا الجُرم الفلكي وفقًا لقاعدة بيانات مختبر الدفع النفاث لأجرام النظام الشمسي الصغيرة كائنًا من حزام الكويكبات الرئيسي.

## وصلات خارجية
- (21808) 1999 TR18 في قاعدة بيانات مختبر الدفع النفاث لأجرام النظام الشمسي الصغيرة

- الاكتشاف · مخطط المدار ·  العناصر المدارية · المعلمات المادية

- (21808) 1999 TR18 على موقع ويكي سكاي: DSS2, SDSS, GALEX, IRAS, Hydrogen α, X-Ray, Astrophoto, Sky Map, Articles and images